# Glenn Leedy
Glenn Leedy Allen (Sand Springs, 31 dicembre 1935 – Brawley, 19 aprile 2004) è stato un attore statunitense, noto per essere il primo attore bambino afroamericano a lavorare per la Disney nel film I racconti dello zio Tom (1946).

## Biografia
Glenn Leedy Allen nacque a Sand Springs (Oklahoma) nel 1935. La sua famiglia si trasferì a Phoenix (Arizona) quando lui era ancora bambino. In seguito alla morte della madre, Pauline Roberson, Glenn e la sorella furono adottati dalla nonna, Ivy Allen, da cui presero il cognome.
Ancora negli anni quaranta le possibilità offerte dal cinema di Hollywood agli attori afroamericani, erano scarse e limitate a parti fortemente stereotipate e spesso degradanti. Per gli attori bambini la serie delle Simpatiche canaglie era il solo spazio dove essi potessero mostrare il proprio talento. Ai piccoli attori della serie, il cinema di Hollywood si rivolgeva all'occasione per parti di supporto in lungometraggi, da Ernest Morrison negli anni Venti a Billie Thomas e Cordell Hickman negli anni Quaranta.
Glenn Leedy fu in qualche modo un'eccezione. Scoperto a 7 anni da un agente teatrale mentre giocava nel cortile della sua scuola a Phoenix (Arizona), si trasferì con la famiglia in California. Come attore Leedy partecipò con piccole parti (non accreditate) a vari film del periodo, inclusi La taverna dell'allegria (1942) con Bing Crosby e Due cuori in cielo (1943) per la regia di Vincente Minnelli. Dal 1942 al 1945 fu la voce di "Jasper" nell'omonima serie di cortometraggi a pupazzi animati prodotta da George Pal. La serie fu la prima a usare per il sonoro il lavoro di cantanti, attori e musicisti afroamericani, ma riproponeva largamente l'immagine stereotipata e paternalistica dei neri "felici e sottomessi" che il Sud bianco e razzista amava propagandare.
Nel 1945 anche la Disney decise di produrre un film, I racconti dello zio Tom (1946), ambientato nel Sud post-schiavista e ispirato ai racconti di Uncle Remus di Joel Chandler Harris. Dovendosi combinare animazione e live action, Glenn Leedy apparve la scelta naturale, sia per talento che per esperienza, per un ruolo di primo piano. Con i coetanei Bobby Driscoll e Luana Patten, Leedy recitò al fianco del protagonista "Uncle Remus" (James Baskett), un vecchio cantastorie che nel film appare con tratti molto simili a quelli dello spaventapasseri animato della serie Jasper.
La pellicola ebbe ampio successo; il suo valore artistico e la bravura degli attori furono unanimemente riconosciuti. La canzone Zip-a-Dee-Doo-Dah cantata da James Baskett e ripresa nel finale dai tre bambini vinse l'Oscar alla migliore canzone e a James Baskett fu assegnato uno speciale Oscar onorario, primo attore maschile afroamericano a ricevere un Oscar dopo quello di Hattie McDaniel nel 1940. Tuttavia, nel nuovo clima del dopoguerra, agli albori della lotta per i diritti civili, il film innescò subito anche aspre controversie sull'immagine stereotipata degli afroamericani che esso mostrava, anche se non necessariamente "razzista" in questo caso, considerando anche vari e noti sostenitori del film, afroamericani compresi.
Il legame dell'attore bambino con un immaginario ritenuto ormai superato e controverso affrettò la fine della sua carriera attoriale e ne condizionò fortemente anche la memoria futura (a tutt'oggi I racconti dello zio Tom è uno dei pochissimi classici della Disney a non essere disponibile in DVD). Anche il tentativo di George Pal di venire incontro alle critiche, modificando il personaggio di "Jasper" e liberandolo dai suoi stereotipi razzisti più evidenti, non ebbe buon fine. La serie terminò nel 1947 e Glenn Leedy comunque se ne era allontanato da tempo. A marcare la rottura con il proprio passato, Leedy recitò poi sotto il nome di Glenn Allen in un "all-black" western, Look-Out Sister (1947), e in uno dei primi film anti-razzisti di Hollywood, The Burning Cross (1947), una denuncia dei crimini del Ku Klux Klan che fu ampiamente censurato proprio in quegli Stati sudisti che così entusiasticamente l'anno precedente avevano accolto I racconti dello zio Tom. Ormai giunto alle soglie dell'adolescenza, queste furono le due ultime opportunità che gli si presentarono.
Negli anni cinquanta il teatro, il cinema e la televisione americani cominceranno ad offrire le prime occasioni di lavoro a una nuova generazione di attori bambini afroamericani, a cominciare da Philip Hepburn, Glynn Turman e Steven Perry, impegnati nella costruzione di una nuova immagine meno stereotipata del bambino afroamericano.
Abbandonata la carriera attoriale, la vita di Leedy si svolse lontana dal mondo dello spettacolo. Sposatosi tre volte con numerosi figli, morì nel 2004 all'età di 68 anni, al Pioneers Memorial Hospital di Brawley, Imperial County, in California, ed è sepolto nel locale Evergreen Cemetery.

## Filmografia

### Cortometraggi
- Jasper, serial cinematografico, regia di George Pal (1942-45) - 16 episodi - non accreditato:[4]

1. Jasper and the Watermelon (1942)
2. Jasper and the Haunted House (1942)
3. Jasper and the Choo-Choo  (1943)
4. Jasper's Music Lesson (1943)
5. Jasper Goes Fishing (1943)
6. Package for Jasper (1944)
7. Say Ah, Jasper (1944)
8. Jasper Goes Hunting (1944)
9. Jasper's Paradise (1944)
10. Hot Lips Jasper (1945)
11. Jasper Tell (1945)
12. Jasper's Minstrels (1945)
13. Jasper's Close Shave (1945)
14. Jasper and the Beanstalk (1945)
15. My Man Jasper (1945)
16. Jasper's Booby Traps (1945)

### Lungometraggi
- La taverna dell'allegria (Holiday Inn), regia di Mark Sandrich (1942) - non accreditato
- Due cuori in cielo (Cabin in the Sky), regia di Vincente Minnelli (1943) - non accreditato
- I racconti dello zio Tom (Song of the South), regia di Wilfred Jackson e Harve Foster (1946) - come "Glenn Leedy"
- Look-Out Sister, regia di Bud Pollard (1947) - come "Glenn Allen"
- The Burning Cross, regia di Walter Colmes (1947) - come "Glenn Allen"